# 陽水ライヴ もどり道
『陽水ライヴ もどり道』（ようすいライヴ もどりみち）は、1973年7月にリリースされた井上陽水初のライブ・アルバムである。
ライブLPとしてはオリコンで歴代1位のセールスを誇る。

## 解説
- 1973年4月14日におこなわれた新宿厚生年金会館小ホールでの「陽水リサイタル」を収録したものである。
- 「あかずの踏切り」は、後に『氷の世界』に収録されるバージョンとはメロディが異なっている。
- LPのジャケットは見開きになっており、陽水による「憂いの年表」という自身を皮肉ったバイオグラフィが書き込まれている。
- 1983年に初めてCD化され、1990年、1996年、2001年（紙ジャケット仕様）、2006年（ユニバーサルJより）にも再リリースされている。

## 収録曲

### LPレコード
| 全作詞・作曲: 井上陽水。 |                                 |          |            |      |
| #                        | タイトル                        | 作詞     | 作曲・編曲 | 時間 |
| 1.                       | 「夏まつり」                    | 井上陽水 | 井上陽水   | 4:26 |
| 2.                       | 「いつのまにか少女は」          | 井上陽水 | 井上陽水   | 6:32 |
| 3.                       | 「紙飛行機」                    | 井上陽水 | 井上陽水   | 3:17 |
| 4.                       | 「あかずの踏切り」              | 井上陽水 | 井上陽水   | 2:39 |
| 5.                       | 「たいくつ」                    | 井上陽水 | 井上陽水   | 6:13 |
| 6.                       | 「人生が二度あれば」            | 井上陽水 | 井上陽水   | 4:45 |
| 7.                       | 「帰郷 (危篤電報を受け取って)」 | 井上陽水 | 井上陽水   | 3:13 |
| 合計時間:                | 合計時間:                       | 31:05    |            |      |

| 全作詞・作曲: 井上陽水。 |                       |          |            |      |
| #                        | タイトル              | 作詞     | 作曲・編曲 | 時間 |
| 1.                       | 「感謝知らずの女」    | 井上陽水 | 井上陽水   | 3:25 |
| 2.                       | 「愛は君」            | 井上陽水 | 井上陽水   | 3:16 |
| 3.                       | 「東へ西へ」          | 井上陽水 | 井上陽水   | 4:30 |
| 4.                       | 「家へお帰り」        | 井上陽水 | 井上陽水   | 2:23 |
| 5.                       | 「傘がない」          | 井上陽水 | 井上陽水   | 5:51 |
| 6.                       | 「星 (終りのテーマ)」 | 井上陽水 | 井上陽水   | 2:49 |
| 7.                       | 「夢の中へ」          | 井上陽水 | 井上陽水   | 2:48 |
| 合計時間:                | 合計時間:             | 25:02    |            |      |

### CD, 音楽配信
| 全作詞・作曲: 井上陽水。 |                                 |          |            |      |
| #                        | タイトル                        | 作詞     | 作曲・編曲 | 時間 |
| 1.                       | 「夏まつり」                    | 井上陽水 | 井上陽水   | 4:26 |
| 2.                       | 「いつのまにか少女は」          | 井上陽水 | 井上陽水   | 6:32 |
| 3.                       | 「紙飛行機」                    | 井上陽水 | 井上陽水   | 3:17 |
| 4.                       | 「あかずの踏切り」              | 井上陽水 | 井上陽水   | 2:39 |
| 5.                       | 「たいくつ」                    | 井上陽水 | 井上陽水   | 6:13 |
| 6.                       | 「人生が二度あれば」            | 井上陽水 | 井上陽水   | 4:45 |
| 7.                       | 「帰郷 (危篤電報を受け取って)」 | 井上陽水 | 井上陽水   | 3:13 |
| 8.                       | 「感謝知らずの女」              | 井上陽水 | 井上陽水   | 3:25 |
| 9.                       | 「愛は君」                      | 井上陽水 | 井上陽水   | 3:16 |
| 10.                      | 「東へ西へ」                    | 井上陽水 | 井上陽水   | 4:30 |
| 11.                      | 「家へお帰り」                  | 井上陽水 | 井上陽水   | 2:23 |
| 12.                      | 「傘がない」                    | 井上陽水 | 井上陽水   | 5:51 |
| 13.                      | 「星 (終りのテーマ)」           | 井上陽水 | 井上陽水   | 2:49 |
| 14.                      | 「夢の中へ」                    | 井上陽水 | 井上陽水   | 2:48 |
| 合計時間:                | 合計時間:                       | 56:07    |            |      |

## 参加ミュージシャン
- 安田裕美
- 深町純
- 松木恒秀
- 田中清司
- 武部秀明